# Stadion Łakamatyu w Homlu
Stadion Łakamatyu – stadion piłkarski w Homlu, na Białorusi. Został otwarty 19 czerwca 1927 roku. Może pomieścić 8000 widzów. Swoje spotkania rozgrywają na nim piłkarze klubu Łakamatyu Homel.
Decyzję o budowie stadionu przeznaczonego dla pracowników kolei w Homlu podjęto jesienią 1925 roku. Wkrótce przystąpiono do prac, a otwarcie obiektu, posiadającego wówczas bieżnię lekkoatletyczną i mogącego pomieścić 5000 widzów, nastąpiło 19 czerwca 1927 roku. Obok stadionu powstały m.in. boiska do siatkówki, koszykówki i piłki ręcznej, korty tenisowe czy strzelnica. Na otwarcie lokalny klub kolejarski Żełdor pokonał reprezentację Mińska 5:2. W 1935 roku obiekt został rozbudowany. W 1936 roku powołano do życia kolejarski związek sportowy Łokomotiw (biał. Łakamatyu) i lokalny klub Żełdor (a także stadion), podobnie jak wiele innych klubów kolejarskich na terenie Związku Radzieckiego, przybrał nazwę Łokomotiw. W czasie II wojny światowej obiekt ucierpiał wskutek bombardowań, jednak zniszczenia szybko naprawiono i już w 1945 roku stadion był w pełni gotowy do organizowania na nim imprez i zawodów sportowych. Po wojnie stadion rozbudowano do pojemności 10 000 widzów. W 1959 roku Łokomotiw (obecny FK Homel) rozegrał pierwsze spotkanie w radzieckich rozgrywkach piłkarskich. W późniejszym czasie zespół ten przeniósł się na Stadion Centralny, obecnie na stadionie Łakamatyu swoje spotkania rozgrywa inny klub o nazwie Łokomotiw (Łakamatyu). Na stadionie oprócz meczów piłkarskich organizowano także inne zawody sportowe oraz koncerty, festyny czy obchody Dnia Kolejarza. W latach 2011–2013 za wschodnią bramką wybudowano halę sportową, co wiązało się jednocześnie z likwidacją bieżni lekkoatletycznej. Obecnie pojemność stadionu wynosi 8000 miejsc.